# Petre Maxim
Petre Maxim es un deportista rumano que compitió en piragüismo en la modalidad de aguas tranquilas. Ganó dos medallas de oro en el Campeonato Mundial de Piragüismo, en los años 1966 y 1970, y una medalla de oro en el Campeonato Europeo de Piragüismo de 1967.

## Palmarés internacional
| Campeonato Mundial | Campeonato Mundial     | Campeonato Mundial | Campeonato Mundial |
| Año                | Lugar                  | Medalla            | Evento             |
| ------------------ | ---------------------- | ------------------ | ------------------ |
| 1966               | Berlín Oriental (RDA)  | Medalla de oro     | C2 10 000 m        |
| 1970               | Copenhague (Dinamarca) | Medalla de oro     | C2 10 000 m        |
| Campeonato Europeo |                        |                    |                    |
| Año                | Lugar                  | Medalla            | Evento             |
| 1967               | Duisburgo (RFA)        | Medalla de oro     | C2 10 000 m        |